# 駒橋 (潜水母艦)
駒橋（こまはし）は、日本海軍の潜水母艦。昭和期には測量艦として活動した。
艦名の由来は地名で甲斐国都留郡駒橋 (現山梨県大月市駒橋) であろうか、と浅井秀和は推測している。
一方、片桐大自は同地と断定している。
この地に掛かる橋の名前がそのまま地名になったという。

## 概要
当初は佐世保・台湾馬公間の運送船 (千五百噸汽船) として計画され、1914年（大正3年）に雑役船「駒橋丸」として竣工した。しかし同年に潜水艦母艦任務をしていた「豊橋」を運送艦に改造、代わりに「駒橋丸」を波三型潜水艦2隻の母船とすることになった。
雑役船「駒橋丸」は「駒橋」と改称、
「駒橋」は第4潜水戦隊の母艦となり、大正期は韓崎とともに (呉で) 潜水母艦として運用された。
1924年（大正13年）に潜水母艦の類別が新設され、「駒橋」は潜水母艦に類別が変更された。
艦型が小型だったため元々母艦任務には適しておらず。1930年（昭和5年）末からの改装で測量艦として整備され、昭和6年度 (1931年4月) 以降は「満州」の代艦として
南洋群島や北方海域での測量、警備任務に当たった。
大戦中はアリューシャン方面の測量のほかは、日本近海、特に横須賀鎮守府管轄の由良内・横須賀・室蘭間船団の直接・間接護衛任務に従事した。1944年（昭和19年）に入り尾鷲を基地とした対潜掃討部隊の旗艦となったが、終戦直前の1945年（昭和20年）7月28日に同地で敵機の攻撃を受け損傷浸水し着底、そのまま終戦を迎えた。
なお、この「駒橋」に取り付けられていた「菊の御紋」は、尾鷲市にある曹洞宗金剛寺に保管されている。大日本帝国海軍の軍艦に取り付けられていた菊の御紋で現存しているものは、本艦を含め7例のみである。

## 艦型

### 母艦設備

#### 1914年改造
1914年 (大正3年) 7月下旬から9月上旬まで呉で潜水母艦用に艤装が改造された。
十号型潜水艇2隻の母艦が想定された。
- 潜水艇員居住設備[27]
- ガソリンタンク (容量7,000L) 4基 : 「豊橋」から取り外したものを下甲板に設置[28]。
- 魚雷格納所[27]
- 弾薬庫、水雷火薬庫[29]
- 各科倉庫[29]
- 蒸留器、清水タンク : 蓄電池補充用[28]
- 給電設備[28]
- 空気圧縮ポンプ[30]、補気設備[31]
- 潜水艇横付設備[27]

救難要具一式 (2,000トン救難用ポンプを除く) は陸揚された。

#### 1916年改装
1916年 (大正5年) 末から翌年前半に八号型潜水艇3隻の母艦となるように改装を受けた。
- 准士官以上25人に対する公室を新設・改造で設ける[35]。
- 無線電信室を甲板上に新設し、その跡を艦長公室とする[36]。
- 艦の後部に兵員21人分の兵員室や諸室を増設し、ハンモックは26人分を搭載する[36]。
- 艇隊倉庫、糧食庫、網具庫、雑倉庫を新設[36]。
- ガソリンタンクを改造して容量を40,000Lとする[37]。
- 魚雷格納所[38] : 18 in (45.7 cm)魚雷4本分の格納架台、移動用のハンギングレールを設置[39]。
- 水雷科要具庫[38]

元は3島型船体だったが端舟甲板を後部に延長、船尾楼と一続きにして艦内容積を増した。また母艦として必要の無い2,000トン救難用ポンプは陸揚された。

### 兵装
1914年 (大正3年) 8月23日 (日独開戦時) に四一式3インチ (8センチ) 砲3門を装備、
1923年までに艦首8センチ砲は三年式8センチ高角砲に換装された。

### 端艇
1917年 (大正6年) 5月30日付で28 ft (8.5 m)内火艇1隻の追加が認許された。
潜水艇3隻の母艦として行動するには乗員の増員が必要で、搭載艇の増備も必要となったため。

### 1930年時要目
1930年 (昭和5年) 時の主要要目は以下の通り
- 常備排水量 : 1,231ロングトン (1,251 t)
- 満載排水量 : 1,690ロングトン (1,717 t)
- 吃水 : 常備前部:10 ft 7+5⁄8 in (3.242 m)、同後部:12 ft 8+1⁄8 in (3.864 m)
- 航続距離 : 8ノット - 2,650カイリ、10ノット - 2,410カイリ
- 定員 : 准士官以上10名、下士官兵96名
- 兵装 : 40口径四一式8センチ砲 2門、8センチ高角砲 1門、75cm探照灯 1基
- 端艇 : 汽艇1隻、内火艇1隻、カッター1隻、通船2隻

潜水艦乗員用に准士官以上寝台17名分、同釣床10床、下士官兵寝台140名分が用意され、補給能力は魚雷19本、飲料水78トンなどであった。
またこの時点は蒸気圧力は11.24kg/cm2までに、力量は全力4/5までに制限されており、発揮可能な出力は1,446馬力、速力は10.8ノットになっていた。

## 測量艦として

### 測量設備
1930年 (昭和5年) 12月から翌1931年 (昭和6年) 3月まで佐世保で測量に必要な艤装を施した。
- シグスビー測深儀 2台 : 端艇甲板後部両舷に各1台装備。当該位置にあった8センチ砲2門は陸上に保管、戦時には復帰を予定した[50]。
- 電動測深儀 3台 : 1台は装備済み、端艇甲板前方の両舷に各1台を増備[51]。
- 音響測深儀 1台 : 振動板、聴音機を艦首に近い艦底に装備。専用発電機も設置[52]。

艤装は製図兼研究室を新設、
臨時増員として准士官以上約5名、下士官兵28名、水路部員として士官2名、技手以下2名の乗艦を考慮して居住区を改造した。

### 機関
1922年より、機関の老朽化のためにボイラー換装が要望されており、
1932年（昭和7年）4月15日から11月30日まで横須賀海軍工廠で機関改装工事を実施した。
この時に老朽化したボイラーを交換、
主機を池貝式無気噴気ディーゼル機械 (600馬力) に換装した。
福井静夫によると1931年 (昭和6年) 12月の時点では旧ドイツ潜水艦が搭載していたマン社製のラ式ディーゼルを装備する予定だったという。

### 公試成績
| 実施日         | 種類 | 排水量    | 回転数 | 出力      | 速力         | 場所               | 備考 | 出典   |
| -------------- | ---- | --------- | ------ | --------- | ------------ | ------------------ | ---- | ------ |
| 1932年11月24日 |      | 1,652トン |        | 1,152 SHP | 12.306ノット | 横須賀軍港防波堤外 |      | [ 59 ] |

## 駒橋は測量艦に類別変更されたのか
駒橋に関する文献やサイトの中には、「特務艦（測量艦）に類別変更された」という記述が現れる。一方で、『写真 日本の軍艦 第13巻』93ページには「類別上は最後まで潜水母艦のままであったとするのが正しいようである。」とある。
しかし、前者に関してみると、転籍日とされる1942年7月20日には、確かにこの日、海軍大臣から鎮守府、艦隊、警備府の各長官に宛てて官房機密第二九三番電が発信されているが、その中の第三項には「三. 勝力ヲ軍艦籍ヨリ」と、同じ日に測量艦に転籍した勝力とは違って駒橋の名前はない。一方、後者に関してみると、第二復員局が終戦後に編纂した「「阪復」三重県区内接収関係引渡目録」のうちの「艦艇目録」によれば、駒橋の艦種は「軍艦」であってその他の艦種にはなっていない。
海軍省が作製した「艦艇類別等級（別表）」では、駒橋は最後まで潜水母艦の欄にあり、その後の内令や達号でも帝国軍艦籍を離脱させるものは出ていない。さらに駒橋が空襲で大破着底した翌日の1945年7月29日、駒橋艦首の菊花紋章が取り外されて尾鷲市内の寺に収容されていること、8月1日付内令第697号による予備艦指定では軍艦籍にある他艦と同様第四予備艦に定められており、文書と物品の2つの面で駒橋が昭和17年7月20日以降も帝国軍艦籍のままであったことが確認できる。
軍艦籍にある艦艇が特務艦的な用途に使用された例としては、太平洋戦争中の水上機母艦能登呂があり、駒橋の場合も上に掲げた数少ない文献を見る限りでは、能登呂同様、軍艦籍にありながら特務艦的な用途で使用されていたものと考えられ、この点では水上機母艦から特務艦に戻った神威とは対照的な例となっている。

## 大戦中の兵装
戦後作成の引渡目録によると、この時点で3.2インチ高角砲 (8センチ高角砲と思われる) 1門、25mm連装機銃2基、7.7mm機銃2艇を装備していた。
また13ミリ機銃弾、12ミリ機銃弾も搭載しており、同機銃の装備が推定される。

## 艦歴

### 建造
1912年 (明治45年) 3月5日製造訓令。製造予算は明治44年度から明治46年度まで (1911年4月1日から1914年年3月31日まで) の3年間で491,609円。
4月16日 馬公要港部附属千五百噸汽船を駒橋丸と命名。
同年（大正元年）10月7日 佐世保海軍工廠で起工。
1913年（大正2年）5月21日進水。
1914年（大正3年）1月20日竣工。
馬公要港部附属の雑役船となった。

### 第一次世界大戦
同年5月23日付で「韓崎」附属と定められた。
「駒橋」は6月29日に馬公から呉に到着、
7月下旬から呉海軍工廠岸壁に係留し、潜水母艦としての艤装工事に着手、
8月10日には至急工事とするよう電令が出された。
8月16日 「駒橋」と命名され、軍艦籍に編入。
呉鎮守府籍。
二等海防艦に類別。
任務は呉鎮守府警備艦兼水雷母艦とされた。
8月21日付で呉防備隊に編入された。
8月25日、第二潜水艇隊 (第八潜水艇・第九潜水艇) の母艦と定められた。
8月30日呉海軍工廠第一船渠に入渠。
9月4日出渠、9月7日に広島湾で第一回試運転を行い、9月9日全工事が完了し給電と補気の試験を実施、9月11日に第二回試運転を行った。
9月9日、「第八潜水艇」「第九潜水艇」「駒橋」の3隻は横須賀への回航が令達され、
9月15日7時、第八潜水艇、第九潜水艇と共に呉出港、17日13時15分に横須賀に到着した。
以後東京湾やその周辺で潜水艇の訓練作業を実施した。
10月18日館山湾を出発、清水湾に向かった。
21日に駿河湾で訓練を実施、同夜は重須に停泊、22日同じく駿河湾で訓練、同夜は戸田に停泊、翌23日下田に寄港した。
24日下田を出港、同日横須賀に帰港した。
11月3日から東京湾他で潜水艇対抗諸訓練を実施、
7日横須賀に帰港した。
11日に「韓崎」「駒橋」第二潜水艇隊は当分の間第一艦隊と共に行動し、訓練を行うよう訓令が出された。
14日東京湾で第一艦隊と合同訓練、
16日横須賀に帰港した。
11月24日から横須賀で小修理を実施、
12月9日修理完了。

### 艦隊編入
12月1日付で第一艦隊に編入、「駒橋」と「韓崎」は第三水雷戦隊の母艦とされた。
7日に「駒橋」と「音羽」へ「第八潜水艇」「第九潜水艇」を曳航して呉へ回航することが令達された。
14日に4隻と第十七駆逐隊で一時的に混成枝隊を編成し、同隊は横須賀を出港、
鳥羽 (伊勢神宮参拝) と大阪 (桃山御陵参拝) に寄港し
22日呉に入港した。
1915年（大正4年）1月5日江田内に回航、8日まで同地で潜水艇の魚雷発射訓練を補助した。
14日訓練のために宮島へ回航、その他潜水艇の作業補助などを行い、
18日呉へ回航した。

### 第四水雷戦隊
『海軍制度沿革』によると12月13日付で第一艦隊下に第四水雷戦隊が新編され、「駒橋」は同隊に編入された。
1916年（大正5年）10月2日 波一型潜水艦3隻の母船となれるように改造する訓令が出された。
12月1日付で「駒橋」の所属する第四水雷戦隊は第三艦隊に移動した。
「駒橋」は年末から翌年5月まで佐世保海軍工廠 (または呉海軍工廠) で工事を行った。
1917年 (大正6年) 
7月10日所安島を出港し青島へ航海、21日佐世保に帰国した。
12月1日付で「駒橋」の所属する第四水雷戦隊は第二艦隊に移動した。
1918年 (大正7年) 
12月1日付で「駒橋」は第四水雷戦隊から除かれた。

### 1920年 - 1924年
1920年（大正9年）4月1日 水雷母艦に類別変更。
1924年（大正13年）
9月初旬に第十八潜水艦を佐世保から呉まで曳航した

### 台湾在勤
同年 (1924年) 9月21日に馬公着、以降1926年 (大正15年) 11月まで台湾在勤任務に従事した。
12月1日付で「駒橋」は 潜水母艦に類別が変更された。
1925年 (大正14年) 
2月21日馬公を出港し
香港・油頭・厦門に寄港し、
3月10日馬公に帰国した。
6月10日馬公を出港し油頭に寄港し、
6月24日馬公に帰国した。
6月29日馬公を出港し油頭に寄港し、
7月13日馬公に帰国した。
8月13日馬公を出港し油頭に寄港し、
9月1日馬公に帰国した。
香港他来訪
1926年 (大正15年) 
2月25日16時に馬公を出港、「駒橋」と第十四駆逐隊 (「江風」「谷風」「菊」「葵」) 、第二十五潜水隊 (「呂29」「呂30」「呂31」) で合同訓練を行い(以下の航海中は同様に訓練を実施)、27日1時56分に香港港外に到着、7時50分海軍用2番浮標に繋留した。
同地では英海軍「ホーキンス」を来訪、現地居留民を迎えるなどの交歓を行った。
(後の来訪地でも同様に交歓を行った。)
3月6日9時に香港を出港、翌7日9時50分汕頭に到着した。
9日15時出港、10日7時40分厦門に投錨。
11日17時同地を出港、
12日6時30分馬公に帰着した。
3月29日馬公を出港し
定海港・普陀島・上海に寄港し、
4月10日馬公に帰国した。
6月29日馬公を出港し厦門に寄港し、
7月2日馬公に帰国した。
7月22日馬公を出港し広東・香港に寄港し、
8月2日馬公に帰国した。
9月28日馬公を出港し馬尾に寄港し、
10月4日馬公に帰国した。
11月21日台湾在勤任務終了、馬公を出港し内地へ向かった。

### 1927年
1927年 (昭和2年) に
佐世保海軍航空隊は台湾への飛行演習をすることになり、「駒橋」は6月下旬に、駆逐艦「第32号」は7月上旬に救難艦として八重山列島方面に派遣となった。
「駒橋」は6月21日古仁屋へ向けて佐世保を出港、
24日10時の時点で古仁屋に停泊していた。
同日古仁屋を出港、中城湾へ向かい、
27日10時の時点で中城湾に停泊していた。
7月5日「駒橋」は中城湾を出港、古仁屋へ向かい、
7日10時の時点で古仁屋に停泊していた。
8日に佐世保へむけて古仁屋を出港し、
11日の時点で佐世保に帰港していた。

### 改装
1930年 (昭和5年) 12月から翌1931年 (昭和6年) 3月まで佐世保で測量に必要な艤装を施した。

### 1931年
1931年 (昭和6年) 
4月1日に「駒橋」は任務を在役兼警備艦に定められた。
同日時点で「駒橋」は佐世保軍港5番浮標に繋留していた。
8日15時に佐世保を出港、呉に寄港し、14日16時に横須賀に入港した。
4月23日13時に横須賀を出港し、24日6時から
伊豆諸島の東西の沖で海流 (黒潮) 測定と海水採取を行った。
荒天のため25日に清水港に一時待避、26日6時から測量を再開し、30日18時に横須賀に入港した。
5月13日横須賀を出港し勝浦湾やその沖を垂測、23日11時に長浦港に入港した。
天候不良と海流の影響で作業日数5日、垂測88カ所に留まった。
6月5日9時に横須賀を出港、翌6日から勝浦沖の垂測観測を再開、館山湾を基地として14日まで測量を行い15日9時30分に横須賀に入港した。
6月28日13時横須賀を出港、
7月1日から6日まで伊豆諸島の沖で海流観測、海水採取を行い、7日14時45分横須賀に入港した。
7月23日13時横須賀を出港、25日から海流観測、海水採取を行った。
28日に天候悪化の為に串本に避難、翌29日から海流観測等を再開し8月1日まで実施、翌2日9時に横須賀に入港した。
8月15日10時横須賀を出港、翌16日は海流観測等の測量を行い、夜は清水港に停泊、17日から22日まで海水採取などの測量作業を行い、23日8時長浦港に入港した。
9月11日16時に横須賀を出港、13日10時から18日9時30分まで海流観測などを実施、悪天候のため18日16時30分館山湾に避難、そのまま観測を終了となり翌19日8時30分に横須賀に入港、
昭和6年度の海洋観測を終了した。
10月1日付で横須賀鎮守府所管に変更され、乗員が交代した。
10月5日15時30分横須賀を出港、翌6日から錘測を実施(勝浦沖)、8日から10日まで天候悪化のため館山湾に避難、11日に錘測 (相模灘水深基準線の錘測、以降同年中は同地錘測を実施) を行い12日に横須賀に帰港した。
10月25日9時に横須賀を出港し測量作業を実施、26日は館山湾で補習教育を実施、27日から測量作業を再開し
11月1日作業終了、2日は館山湾に仮泊し大掃除、3日は明治節のため同地で満艦飾を実施、4日横須賀に帰港した。
11月8日に昭和天皇の奉送迎を行った。
11月17日15時に横須賀を出港し翌18日より測量作業を実施、21日は天候不良のため館山湾に避難、22日測量、23日は新嘗祭のため館山湾に停泊、25日測量を行った。
この頃はボイラーの老衰が進行しており、漏水で行動に支障をきたすほどで、天候不良もあり、作業を中止、
26日横須賀に帰港した。
12月11日横須賀海軍工廠第1船渠に入渠、船体兵器機関の手入れを実施し、23日に出渠した。

### 機関改装
1932年（昭和7年）4月15日から11月30日まで横須賀海軍工廠で機関改装工事を実施した。

### 1933年 - 1936年
1933年 (昭和8年) 
からルソン海峡方面の測量任務に従事、以降南洋群島、千島列島、カムチャツカなどで測量兼警備任務に従事した。
野島崎沖からルソン海峡まで海洋観測
1月15日9時に横須賀を出港し、海洋測量を開始、本州南方海面を観測し21日8時30分に作業を一旦終え、22日11時に佐世保に寄港した。
同地で燃料等を補給し25日10時に出港、翌26日に海洋測量を再開し宮古列島北方海面、
続けて台湾東方海面からルソン海峡まで観測を続けて2月7日19時に作業を一旦終え、
翌8日
9時に高雄に到着した。
同地で燃料等の補給や台南神社、高雄神社の参拝を行い
12日
同地を出港、同日16時から海洋観測を再開、ルソン海峡、台湾東方海面、八重山列島北方海面で海洋観測を続けた。
荒天のため
3月1日8時に作業を中断、
2日
9時基隆に入港した。
同地で燃料等の補給や台湾神社、基隆神社の参拝を行った他、同港内の潮流測定を実施した。
9日18時に同地を出港、翌10日8時から海洋観測を再開した。
荒天のために11日9時30分作業中止、蘇澳に向かい12時に同地着、避泊した。
14日8時に蘇澳を出港、翌15日9時に八重山列島北方海面に到着、種子島南方海面までの海洋観測を再開、23日17時に佐世保に到着した。
同地で燃料等を補給し27日10時に出港したが、荒天のため翌28日9時30分に有明湾に到着、同地で仮泊した。
29日6時有明湾を出発、同日12時に種子島南方海面に到着、海洋観測を再開した。
4月8日まで本州南方海面で海洋観測を実施したが、荒天のため同日14時30分から串本で避泊した。
翌9日16時30分に串本を出発し、同日21時20分に作業地に到着、海洋測量を再開した。
12日5時20分に観測を終了、同日15時横須賀に帰港、K8番浮標に繋留した。
昭和8年度第1次測量 (南洋方面) 第1回行動
4月30日10時に横須賀を出港したが排水管が切断し漏水したために横須賀に引き返し同日21時帰港した。
5月2日
横須賀を再度出港し、伊豆諸島から小笠原諸島に沿って海洋観測と気象観測を行い、17日にサイパン島・ロタ島間までの観測を終了、同日11時サイパンに入港した。
5月21日10時にサイパンを出港、ガンジス礁までの海洋観測、錘測、気象観測を26日まで実施した。
「満州」のガンジス礁探索を参考に「駒橋」も5月27日から6月2日まで同地の測量を実施、ガンジス礁が存在しないことを確認した。
以後同地から野島崎沖まで海洋観測等を実施、6月6日朝に観測を終了し、
同日横須賀に帰港した。
昭和8年度第1次測量 (南洋方面) 第2回行動
7月1日10時に横須賀を出港、野島崎から南東へ向かう観測線上の海洋観測を行い、
次いで犬吠埼から東南東へ向かう観測線上の海洋観測を実施、
7月10日横須賀に帰港した。
7月18日横須賀を出港し、野島崎南東から金華山沖を経由し択捉島東方までの本州東方沖の海洋観測を実施、次いで納沙布岬から東へ伸びる観測線上の海洋観測を実施し26日観測を終了、補給のために釧路に入港した。
7月31日釧路を出港、
8月1日から5日まで単冠湾から東南東に向かう観測線上の海洋観測、次いで6日から20日まで南鳥島ウラカスへ向かう観測線上の海洋観測を実施、以後小笠原諸島の東方海面を通過して、
8月20日横須賀に帰国した。
8月30日横須賀を出港、翌31日から9月3日まで犬吠埼から東方へ向かう観測線上の海洋観測を実施、3日正午に塩屋崎から東方へ向かう観測線上の東端に到着、陸へ向かって海洋観測を開始したが、4日正午頃から台風による荒天となり作業中止、金華山沖で舵機が故障し応急修理の後、8日 (9時45分) に横須賀に帰港した。
昭和8年度第2次測量 (北方方面)
「駒橋」は9月12日から18日まで入渠、
舵機の修理を行った。
9月26日9時30分に横須賀を出港し標柱間試験を実施、そのまま作業地に向かい27日7時に作業地着、
塩屋崎東方の観測線上の観測を再開し29日終了、
30日から金華山沖で海流観測を行い、
続いて金華山から東へ伸びる観測線上の海洋観測を10月4日まで行った。
引き続き魹ヶ崎から東へ伸びる観測線上の東端から陸へ向けて10月7日まで海洋観測を実施、8日大湊に入港した。
「駒橋」は大湊で石炭などを補給、
10月11日に函館に回航し同地で休養を取った。
10月14日函館を出港し、15日から襟裳岬から東方へ向かう観測線上の海洋観測を実施、16日に荒天のため観測中断、海上で天候の回復を待ったが低気圧の連続通過で回復せず、この観測線上の観測は中止、18日に鮫崎から東方へ向かう観測線上の東端に到着して陸上へ向けて海洋観測を開始、今後台風による荒天が予想されたため19日に観測を中断し20日午後に厚岸湾に到着、同地に避泊した。
24日厚岸湾を出発、25日朝から海洋観測を再開し26日に観測終了、28日11時30分に横須賀ヘ帰港した。
昭和8年度第3次測量
11月28日付で昭和8年度第3次測量 (海洋観測) が「駒橋」に令達された。
観測内容は (相模灘での) 指定地点・指定水深での水温測定、海水を採取し成分の分析や表面海流の測定、測深、気象観測など、期間は12月上旬から中旬が指定された。
昭和8年度第4次測量
また12月26日付で昭和8年度第4次測量 (海洋観測) が「駒橋」に令達された。
海面下の音響速度調査の目的もあった。
1934年 (昭和9年) 
1月15日横須賀を出港、
南洋方面を航海し
2月6日横須賀に帰国した。
昭和9年度第1次測量
4月5日付で「駒橋」へ昭和9年度の測量任務が命令され、
5月21日付の訓令で、6月から10月までは千島列島からカムチャツカ半島、ベーリング海の測量 (海洋観測と気象観測)を実施、11月から翌1935年 (昭和10年) 2月まで南洋群島方面の測量 (海洋観測と気象観測)を実施とされた。
観測内容としては錘測による水深測定の他、海洋観測として海流測定と海水採取、気象観測では気球と凧も使用された。
5月31日横須賀を出港、
千島列島の東側を北上し6月6日にロカッパ岬沖に到着、6月8日から翌9日に壘山で荷物を陸揚げした。
11日に阿頼度島の新成火山の海抜を測定、午後から千島列島の西側の観測を開始し南下、
6月16日釧路に一時帰国した。
「駒橋」は6月23日に釧路を出港し
測量を開始、6月30日に経度180度に到達、航路を引き返し7月10日5時15分に色丹島出崎の沖に到着、午後に同沖で水深測量を実施、
12日
8時大湊に一時帰国した。
7月18日青森を出港し
観測を開始、北緯45度39分東経158度1分の地点では錘測を行った。
25日にアガッツ島とバルディア島の間を北へ通過し、翌26日に北緯56度14分西経171度40分の地点まで到達した。
以後は西航しながら観測を続け、
8月9日釧路に一時帰国した。
8月16日に釧路を再び出港し、
19日16時30分に北緯45度20分東経175度56分の海域まで進出、この付近の錘測を行った。
25日にはコマンドルスキー島の北方、北緯55度53分東経166度8分の海域に到達し、午後からカムチャツカ半島の東海域での観測を実施した。
28日10時には北緯48度41分東経155度40分の海域に到着、この地点から南西方の錘測観測を実施、
9月4日大湊に一時帰国した。
「駒橋」は9月13日に函館を出港し、
15日に択捉海峡を通過、オホーツク海に入って観測を行った。
18日に千島列島の東に出て観測を試みるも悪天候のために占守海峡からオホーツク海に戻り、23日までカムチャツカ半島南西沖に避泊した。
同日北方海域での作業を終了し、午後に同地を出発、
10月3日
9時に横須賀に帰港した。
南洋方面行動
11月17日横須賀を出港し南洋方面に向かった。
翌1935年 (昭和10年) 1月19日横須賀に帰港した。
馬鞍群島方面行動
3月29日佐世保を出港し、馬鞍群島へ向かい、
4月4日寺島水道に帰国した。
昭和10年度第2次測量第1回行動
9月27日付で昭和10年度第2次測量について任務内容の詳細が令達され、
海洋観測 (海流測定と海水採取による水深別の水温測定・成分分析)、測深、暗礁と疑われる水域での詳細な測深、気象観測 (気球による観測、スコール観測を含む) 、南鳥島とパガン島に測量用機材・観測班などを輸送する任務が命じられた。
南鳥島への輸送のために「駒橋」は10月3日に横須賀を出港、父島南方に停滞する台風の影響で航海が遅れ、10月8日8時南鳥島に到着した。
同地で測量用機材や真水、糧食、燃料などの陸揚を行い10日午前に作業終了、同日12時30分に同地を出港し14日12時に横須賀へ帰港した。
パガン島への輸送任務のために「駒橋」は10月16日に横須賀を出港、21日9時に南鳥島に寄港し、飲料水の陸揚、測量夫15名を収容し同日18時に同地を出発、24日8時パガン島に到着した。
同地では測量夫が中心となり観測機材や無線機材の設置工事を行った。
「駒橋」は同日16時に同地を出発、翌25日10時にサイパン内港に入港し工事完成を待った。
26日夜に工事完成の無線が入り、「駒橋」は27日8時にサイパンを出港、
11月1日7時に横須賀に帰港した。
北方方面補給任務
11月21日から27日まで入渠し、艦底の塗り替えの他、艦底測深儀の検査修理、艦底測程儀の手入れなど行って北方への航海に備えた。
松輪島と塁山への輸送・補給任務と同周辺海域での海洋観測のために「駒橋」は11月18日15時に横須賀を出港、海洋観測を行い、12月4日8時37分に松輪島へ到着した。
翌5日に松輪島気象観測班へ補給を行い17時同地を出発、6日12時塁山に到着した。
翌10時48分に同地を出発、海洋観測を再開し、15日6時28分に横須賀ヘ帰港した。
南方海域補給任務
12月17日11時に横須賀を出港し、21日15時54分南鳥島に到着した。
気象観測班への補給を行い翌22日0時に出港、25日8時49分パガン島に到着した。
同地でも補給を行い同日17時40分に出港、31日6時55分横須賀に帰港した。
昭和10年度第2次測量第2回行動
1936年 (昭和11年)
1月14日13時に横須賀を出港し、18日午前に南鳥島到着して気象観測班への補給を行い、以後は南洋方面の海洋観測を行った。
23日にムリロ島着、同地に仮泊し各種教練を実施し26日出発、27日9時25分トラックに入港した。
石炭などの補給を行い30日15時に出港、2月4日パガン島に到着した。
同地で気象観測班への補給を行い6日出発、7日9時38分サイパン内港に寄港した。
同地で石炭糧食などを補給し10日15時に出港、13日から16日まで仮称日吉礁での探礁を行って北緯23度45分東経141度41分45秒の地が最浅水深75mであることを発見、「駒橋」は20日7時15分横須賀に帰港した。
2月27日に横須賀を出港し南洋方面で海洋観測を行い、3月3日9時33分パガン島に到着した。
同地で気象測量班へ補給を行い、同日17時56分に出発、5日8時25分サイパン内港に入港した。
7日14時30分出港、12日12時48分にポナペ到着。
同地で石炭糧食などを補給し16日14時出発、17日9時6分にオロルック島に到着、同地では教練を実施した。
翌18日13時に出発、海洋観測などを行い、23日14時に南鳥島に到着した。
同島の気象測量班へ補給を行い同日19時20分出発、28日午後から仮称松生礁の海域を略測、北緯31度30分東経139度3分30秒の地点の水深が260mで在ることを確認し翌日同地を出発、30日7時15分横須賀に帰港した。
昭和11年度第1次測量 (北方海域)
4月7日付で今年4月から11月まで北方及び南洋群島方面の測量任務に従事することが命令され、
5月1日付で第1次測量任務の詳細が令達された。
指定地点での海洋観測、海流測定、測深、海の透明度の測定、荒天時の波浪観測、毎日の気象観測、霧の観測、気球による上層風の観測、凧による雲高測定、スコールの観測、松輪島と塁山の気象観測班への人員と機材の輸送任務が命じられた。
「駒橋」は5月4日に浦賀水道へ出動し気象観測用の凧を実験、結果は良好だった。
5月7日13時に横須賀を出港、日本海溝の一部で音響測深を実施した。
10日17時30分に国後水道を通過してオホーツク海で海洋観測を実施、千島列島に沿って北上、荒天が予想されるため12日8時20分に作業を中断した。
13日朝に占守海峡を通過して太平洋側に出て、同日13時に塁山に到着、同地の気象測量班へ補給作業を行い、19時40分出発、14日16時54分濃霧のために松輪島の東で仮泊した。
翌15日に松輪島の気象測量班へ補給と人員の交代を行い、17時20分出発、千島列島の太平洋側を北上した。
17日に幌筵島を確認し、塁山で測量班の人員交代、18日午前は幌筵島の東を測深、18時30分占守海峡を西航しカムチャツカ半島沿岸を航海した。
その後は千島列島の北側に沿って南下、23日から翌日にかけて色丹島東方海域を測深、25日5時53分釧路港に入港した。
釧路では石炭、真水、糧食を補給し5月31日13時に出港、海洋観測などを行った。
6月8日7時にアリューシャン列島のラット島沖に到達、20日8時大湊に到着した。
大湊では重油などの一部補給、21日青森に回航したが同地で伝染病が蔓延しつつあり、22日に函館に回航した。
同地で物資を全て補給し28日に出港、海洋観測を再開した。
7月6日アガッツ島東方海面に到着して測深と探礁を行い、8日に水深130mの場所を発見した。
11日午後にアッツ島西方海面で浅水箇所を発見し概測を行った。一番浅い場所で水深60mだった。
「駒橋」は19日7時14分釧路に入港した。
7月25日13時に釧路を出港し、海洋観測を再開、7月31日から8月1日にかけてコマンドルスキー島とアッツ島間の測深を行った。
8月4日13時に北緯61度30分東経180度0分の海域に到達、同地に投錨して約1日間、海流測定を実施した。
5日18時に出発し南下、7日は暗礁の探礁、16日6時53分に大湊に入港した。
大湊で補給を行い、8月17日函館に回航、24日13時に同地を出港し海洋観測を再開した。
9月4日朝にカムチャツカ半島南東岸に到着、同地から幌筵島まで測深を行った。
5日に松輪島の、8日に塁山の気象測量班へ補給と一部人員の交代を行い、9日はカムチャッカ東南岸から幌筵島までの測深を再度行った。
その後は千島列島に沿って南下し12日午前に国後水道を南下、14日に日本海溝の一部を測深、16日8時38分横須賀に帰港した。
昭和11年度第2次測量 (南方海域)
10月9日付で第2次測量任務の詳細が令達された。
熊野灘沖の黒潮観測 (海流測定、海水採取による各深度での水温、組成の観測)、航海中の海洋観測、指定地点での測深、気象観測の他、サイパンへの気象観測機器と人員の輸送、南鳥島への微圧計輸送も令達された。
10月15日17時に横須賀を出港し御前崎沖から黒潮調査を22日午前に潮岬沖に至るまで実施した。
23日から翌24日午後まで仮称松生礁での探礁、北緯30度59分30秒東経139度0分0秒を中心に測深を行った。
25日は17時まで同礁の南西側を探礁した。
28日南硫黄島南方海面 (北緯23度31分東経141度55分) の略測を実施した。
30日午後に北緯18度9分東経143度7分18秒の海域に到着、翌日まで付近を探礁し最浅部で水深26mの場所を見つけた。
11月2日6時54分にサイパン島タナパク湾に入港し同地で石炭、真水、糧食を補給、サイパン臨時気象測量班の観測設備を完成させた。
6日8時30分出港、7日9時35分パガン島着、気象測量班へ補給を行い13時34分出港した。
以後測量作業を実施し11日11時40分に南鳥島到着、気象測量班へ補給、15時6分出発した。
16日早朝に北緯34度54分東経142度47分の位置に到着、海中噴火が報告された場所だったが、測深の結果海底火山は確認されなかった。
同日21時に同地を出発、翌17日は野島崎沖で海水採取、18日8時53分に横須賀に帰港した。

### 1937年
1937年（昭和12年）8月19日 第3艦隊に編入され中国大陸方面で行動。

### 1939年
1939年（昭和14年）6月2日 横須賀港を出港、以降は南洋方面での測量兼警備任務に従事した。

### 太平洋戦争

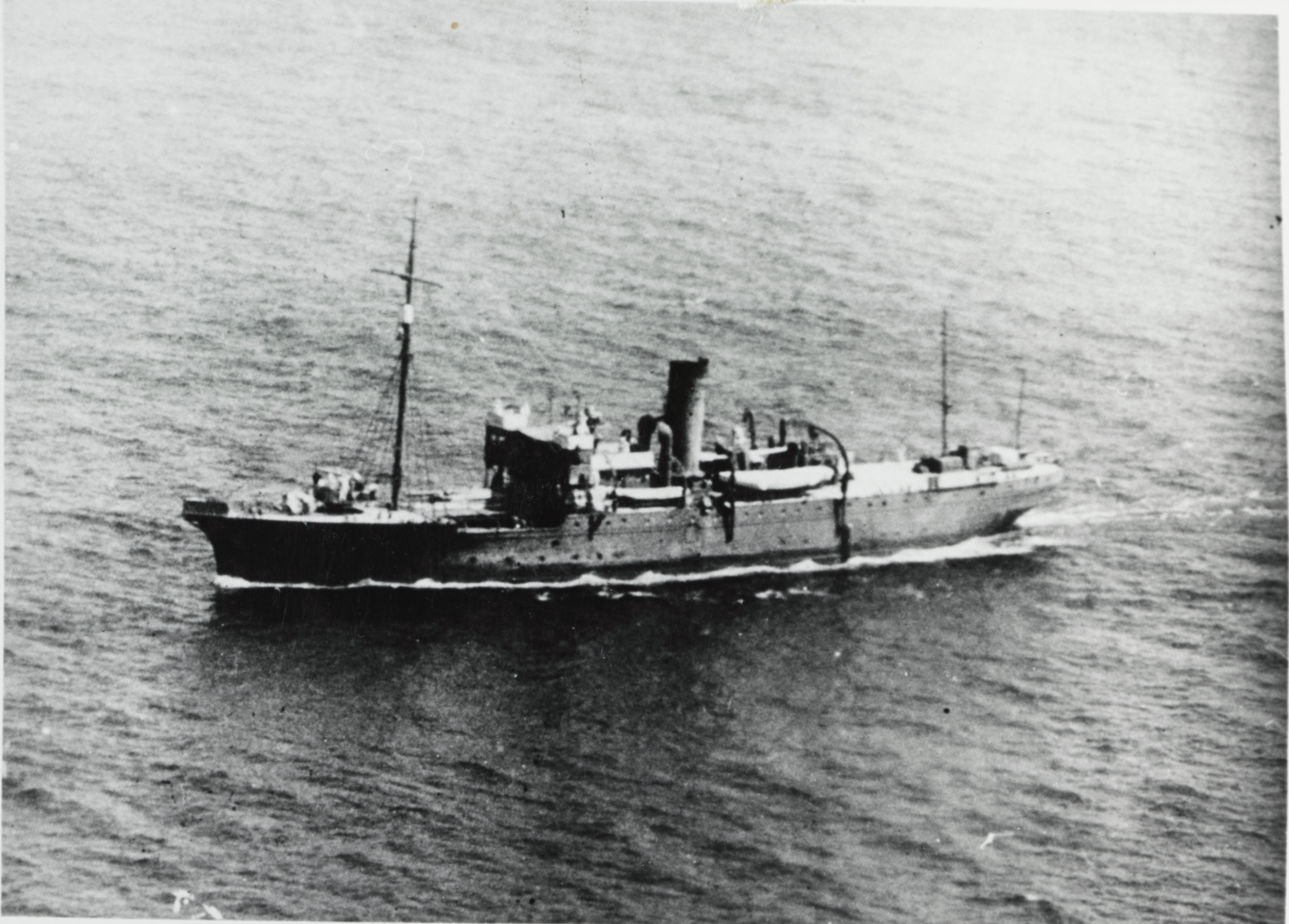
太平洋戦争時の「駒橋」 (1942年春、銚子沖) 。近海の船団護衛に従事していた時期の撮影。

1941年（昭和16年）12月5日 横須賀鎮守府部隊に編入され護衛任務に従事。
1942年（昭和17年）7月7日、御前崎付近で座礁した貨客船榛名丸（日本郵船、10,420トン）の救助支援、警戒に従事。任務終了後、第5艦隊付属に編入されアリューシャン方面での測量任務に従事。
9月29日、キスカ島北方で米軍機の攻撃を受け、至近弾により小破。搭載測量艇が3隻が使用不能となり、戦死者4名。横須賀工廠で修理、整備。
11月1日、役務を横須賀鎮守府測量兼警備艦に定められる。横須賀鎮守府付属となり、再び近海の船団護衛に従事した。
1944年（昭和19年）1月16日 尾鷲を基地とした第三海上護衛隊（1945年4月15日以降は第四特攻戦隊）・熊野灘部隊の旗艦となった。

### 最後
1945年（昭和20年）7月28日 尾鷲で米艦載機の攻撃を受け
中破、坐洲し航行不能
(呉軍港空襲)、放棄される。
8月1日 横須賀鎮守府測量兼警備艦の役務を解かれ、横須賀鎮守府第四予備艦に定められる
11月30日 海軍省の廃止に伴い除籍。
1948年（昭和23年）9月30日浮揚し名古屋港に回航、1949年（昭和24年）夏に海上保安庁の巡視船として利用する案が出たが、9月10日に福井静夫の調査により老齢で性能不適と判断され、そのまま名古屋で解体された。
- 尾鷲港で着底した「駒橋」 (1946年5月21日、関口鉱造中佐撮影)[192]。
- 同じく「駒橋」 (1946年秋、大阪地方復員局撮影)[193]。

## 歴代艦長
※『艦長たちの軍艦史』192-195頁、『日本海軍史』第9巻・第10巻の「将官履歴」及び『官報』に基づく。階級は就任時のもの。
1. 神代護次少佐：1914年8月16日 - 1915年12月13日
2. （兼）福田一郎 中佐：1915年12月13日 - 1916年12月1日 ＊本職：第3潜水艇隊司令
3. （兼）太田原達 中佐：1916年12月1日 - 1917年12月1日[194] ＊本職：第3潜水艇隊司令
4. （兼）田口刺戟 中佐：1917年12月1日[194] - 1918年11月10日[195] ＊本職：第3潜水艇隊司令
5. （兼）益子六弥 少佐：1918年11月10日 - 1919年2月15日[196] ＊本職：第12潜水艇隊司令心得。12月1日より中佐、本職：第12潜水艇隊司令[197]。
6. （兼）福田一郎 大佐：1919年2月15日[196] - 1919年7月10日[198] ＊本職：第13潜水艇隊司令
7. （兼）益子六弥 中佐：1919年7月10日[198] - 1919年10月1日[199] ＊本職：第12潜水隊司令
8. （兼）吉山百重[200]少佐：1919年10月1日[199] - 1919年11月1日[201] ＊本職：第11潜水隊司令心得
9. （兼）益子六弥 中佐：1919年11月1日 - 1919年12月1日[202] ＊本職：第12潜水隊司令
10. （兼）本内達蔵 中佐：1919年12月1日[202] - 1920年4月30日[203] ＊本職：第12潜水隊司令
11. （兼）青木貞之助 中佐：1920年4月30日[203] - 1920年9月6日[204] ＊本職：第13潜水隊司令・兼務：第12潜水隊司令
12. 古川良一 中佐：1920年9月6日 - 1920年12月1日[205] ＊潜水学校教官兼任
13. 神本国太郎 中佐：1920年12月1日 - 1921年6月17日[206] ＊潜水学校教官兼任
14. 江口穀治 中佐：1921年6月17日[206] - 1921年12月20日[207] ＊潜水学校教官兼任
15. 河村儀一郎 中佐：1921年12月20日 - 1922年4月8日[208] ＊潜水学校教官兼任
16. 和波豊一 中佐：1922年4月8日 - 1922年12月1日
17. 植松練磨 中佐：1922年12月1日 - 1923年4月1日[209] ＊潜水学校教官兼任
18. 高橋真十郎 少佐：1923年4月1日[209] - 1923年12月1日[210] ＊潜水学校教官兼任
19. 森繁二 中佐：1923年12月1日 - 1924年12月1日
20. 千谷定衛 中佐：1924年12月1日 - 1924年12月16日
21. 星埜守一 中佐：1924年12月16日 - 1925年9月21日
22. 日高（渡部）釗 中佐：1925年9月21日 - 1926年12月1日[211]
23. 波多野二郎 中佐：1926年12月1日[211] - 1927年12月1日[212]
24. 井上勝純 中佐：1927年12月1日 - 1928年8月10日
25. 香椎哲二郎 中佐：1928年8月10日 - 1928年12月10日
26. 松田源次郎 中佐：1928年12月10日 - 1929年11月30日
27. （兼）佐藤康逸 大佐：1929年11月30日 - 1930年1月15日[213] ＊本職・利根艦長
28. 鈴木幸三中佐：1930年1月15日 - 1930年12月1日
29. 能美留寿 中佐：1930年12月1日 - 1931年12月1日
30. 山田省三 中佐：1931年12月1日 - 1932年6月20日[214]
31. 実吉敏郎 中佐：1932年6月20日[214] - 1932年12月1日[215]
32. 下坊定吉 中佐：1932年12月1日 - 1935年11月15日
33. 岸人三郎 大佐：1935年11月15日 - 1937年10月22日[216]
34. 山崎貞直 中佐：1937年10月22日[216] - 1938年11月10日[217]
35. 相馬信四郎 大佐：1938年11月10日 - 1939年11月15日[218]
36. 清水正心 大佐：1939年11月15日 - 1940年10月7日[219]
37. 加藤文太郎 大佐：1940年10月7日 - 1941年4月1日[220]
38. 山形政二 中佐→大佐：1941年4月1日[220] - 1942年2月1日[221]
39. 大野周 中佐：1942年2月1日[221] - 1945年8月1日[222]

## 艦船符号

### 信号符字
駒橋丸
- GQCK : 1913年7月11日[223] -

駒橋
- GQCK : 1914年8月18日[224] -

### 略符号
無線電信用の符号、いわゆるコールサイン。

駒橋丸
- JJZ : 1914年2月9日[225] -

駒橋
- JUU : 1914年8月18日[226] -